# العوینات
العوینات (به عربی: العوینات) یک منطقهٔ مسکونی در لیبی است که در استان غات واقع شده‌است.